# زوئی دویچ
زوئی فرنسیس تامپسن دویچ (انگلیسی: Zoey Francis Thompson Deutch؛ زادهٔ ۱۰ نوامبر ۱۹۹۴) یک هنرپیشه اهل ایالات متحده آمریکا است. وی از سال ۲۰۱۰ میلادی تاکنون مشغول فعالیت بوده‌است.

## اوایل زندگی
دویچ در ۱۰ نوامبر ۱۹۹۴ در لس آنجلس، کالیفرنیا، در خانواده لی تامپسون بازیگر و کارگردان هاوارد دویچ متولد شد. او یک خواهر به نام مادلین دویچ دارد که او نیز بازیگر است. سایر بستگان نزدیک او عبارتند از: مادربزرگ مادری او، موسیقیدان باربارا بری تامپسون، پدربزرگ پدری، مدیر اجرایی موسیقی موری دوچ، و عموی بزرگ بازیگر رابرت والدن. پدر دویچ، اهل نیویورک، دارای میراث یهودی است، در حالی که مادرش، اهل مینه‌سوتا، اصالتاً ایرلندی دارد. دویچ از مذهب یهودی است و دارای بر میتصوا و بت میتصوا بود.
او در سن پنج سالگی شروع به شرکت در کلاس‌های بازیگری کرد. دویچ در مدرسه Oakwood، دبیرستان هنرهای شهرستان لس آنجلس و در فضای بازیگران جوان تحصیل کرد. او در رشته تئاتر در دبیرستان هنرهای شهرستان لس آنجلس تحصیل کرد. او با یک معلم علوم سیاسی (با تمرکز فعلی بر قانون اساسی) تحصیل می‌کند و در کلاس‌های هنر در موزه هنر شهرستان لس آنجلس شرکت می‌کند.

## فیلم‌شناسی

### فیلم
| سال  | عنوان                      | نقش                | یادداشت                 |
| ---- | -------------------------- | ------------------ | ----------------------- |
| ۲۰۱۱ | کیک شهردار                 | لانا مارونی        |                         |
| ۲۰۱۲ | مرد عنکبوتی شگفت‌انگیز      | دختر شایعه پراکنی  | صحنه حذف شده            |
| ۲۰۱۳ | موجودات زیبا               | امیلی اشر          |                         |
| ۲۰۱۴ | آکادمی خون‌آشام‌ها           | رزماری "رز" هاتاوی |                         |
| ۲۰۱۶ | "از سگ‌ها و مردان"          | زنبق               | فیلم کوتاه              |
| ۲۰۱۶ | باابزرگ کثیف               | شادیا              |                         |
| ۲۰۱۶ | هر کی یک چیزی میخواد       | بورلی              |                         |
| ۲۰۱۶ | وینسنت راکسی               | کیت                |                         |
| ۲۰۱۶ | بچه‌های خوب                 | نورا سالیوان       |                         |
| ۲۰۱۶ | چرا او؟                    | استفانی فلمینگ     |                         |
| ۲۰۱۷ | پیش از اون که بمیرم        | سامانتا کینگستون   |                         |
| ۲۰۱۷ | یاغی دشت                   | اونا اونیل         |                         |
| ۲۰۱۷ | هنرمند فاجعه               | بابی               |                         |
| ۲۰۱۷ | گل                         | اریکا وندروس       |                         |
| ۲۰۱۷ | سال مردان تماشایی          | سابرینا کلاین      | همچنین تهیه‌کننده        |
| ۲۰۱۸ | تنظیمش کن                  | هارپر مور          |                         |
| ۲۰۱۸ | پروفسور                    | کلر                |                         |
| ۲۰۱۹ | بوفالو                     | پگ دال             | همچنین تهیه‌کننده        |
| ۲۰۱۹ | سرزمین زامبی‌ها: شلیک نهایی | مدیسون             |                         |
| ۲۰۲۲ | یک دست لباس                | میبل شاون          |                         |
| ۲۰۲۲ | خوب نیست                   | دنی سندرز          | همچنین تهیه‌کننده اجرایی |
| ۲۰۲۵ | سه‌نفره                     | اولیویا            | همچنین تهیه‌کننده اجرایی |
| ۲۰۲۵ | موج نو                     | جین سیبرگ          |                         |

### تلویزیون
| سال       | عنوان                     | نقش                        | یادداشت                                |
| --------- | ------------------------- | -------------------------- | -------------------------------------- |
| ۲۰۱۰–۲۰۱۱ | زندگی سوئیت روی عرشه      | مایا بنت                   | نقش تکرارشونده؛ ۷ قسمت                 |
| ۲۰۱۱      | ان‌سی‌آی‌اس                  | لورن                       | قسمت: "یک امتیاز آخر"                  |
| ۲۰۱۱      | ذهن جنایتکار: رفتار مشکوک | دختر نقاب آبی / کریستی آنا | قسمت: "دختری با نقاب آبی"              |
| ۲۰۱۱      | سپاس خداوند را            | بید ترنر                   | خلبان بدون پخش شرکت پخش رسانه‌ای آمریکا |
| ۲۰۱۱–۲۰۱۲ | زنگ                       | جولیت مارتین               | نقش تکرارشونده؛ ۱۸ قسمت                |
| ۲۰۱۳      | تغییر در بدو تولد         | الیزا سایر                 | ۲ قسمت                                 |
| ۲۰۱۴      | زیر تفنگ                  | خودش / قاضی مهمان          | قسمت: "خون آشام غیر متعارف"            |
| ۲۰۱۹–۲۰۲۰ | سیاستمدار                 | اینفینیتی جکسون            | نقش اصلی                               |
| ۲۰۲۰      | فیلم خانگی: عروس پرنسس    | پرنسس باترکاپ / فزیک       | قسمت: "به درد!"                        |
| ۲۰۲۱      | فیرفکس                    | زنبق                       | نقش مهمان (صدا)                        |

### نماهنگ
| سال  | عنوان                      | هنرمند      |
| ---- | -------------------------- | ----------- |
| ۲۰۱۴ | "تریاک"                    | بخش جدید    |
| ۲۰۱۷ | "بی‌نقص (ترانه اد شیرن)"    | اد شیرن     |
| ۲۰۲۱ | "هرکس (ترانه جاستین بیبر)" | جاستین بیبر |

## جوایز و نامزدها
| سال  | اتحادیه                            | دسته‌بندی                    | کار نامزد شده                      | نتیجه    | مرجع   |
| ---- | ---------------------------------- | --------------------------- | ---------------------------------- | -------- | ------ |
| ۲۰۱۴ | جوایز برگزیده نوجوانان ۲۰۱۴        | انتخاب بازیگر زن فیلم: کمدی | آکادمی خون‌آشام                     | نامزدشده | [ ۱۶ ] |
| ۲۰۱۶ | شهرستان ناپا، کالیفرنیا            | ستاره در حال ظهور چاندون    | خودش                               | برنده    | [ ۱۷ ] |
| ۲۰۱۷ | زنان در فیلم کریستال + جوایز لوسی  | MAXMARA چهره آینده          | خودش                               | برنده    | [ ۱۸ ] |
| ۲۰۱۷ | جشنواره بین‌المللی فیلم دالاس       | جایزه ستاره درخشان Diff     | خودش                               | برنده    | [ ۱۹ ] |
| ۲۰۱۷ | جشنواره فیلم SCAD Savannah         | جایزه ستاره در حال ظهور     | خودش                               | برنده    | [ ۲۰ ] |
| ۲۰۱۷ | جوایز برگزیده نوجوانان ۲۰۱۷        | جوایز برگزیده نوجوانان ۲۰۱۷ | قبل از سقوط                        | نامزدشده | [ ۲۱ ] |
| ۲۰۱۹ | جشنواره جهانی فیلم و موسیقی ایسکیا | ایسکیا بازیگر زن سال        | خودش                               | برنده    | [ ۲۲ ] |
| ۲۰۲۰ | انجمن منتقدان هالیوود              | نسل بعدی هالیوود            | خودش                               | برنده    | [ ۲۳ ] |
| ۲۰۲۰ | جوایز اره برقی فانگوریا            | بهترین بازیگر نقش مکمل زن   | سرزمین زامبی: دو تا ضربهٔ آهسته بزن | نامزدشده | [ ۲۴ ] |